# Dudki (rodzina)
Dudki, dudkowate (Upupidae) – monotypowa rodzina ptaków z rzędu dzioborożcowych (Bucerotiformes).

## Zasięg występowania
Rodzina obejmuje dwa współcześnie żyjące gatunki, które występują w Eurazji i Afryce.

## Charakterystyka
Długość ciała 19–32 cm; masa ciała 38–91 g. U dudków dziób jest długi (długość 5–6 cm), cienki i lekko wygięty. Są dziuplakami, wysiadywaniem jaj i opieką nad młodymi zajmuje się tylko samica, a w tym czasie samiec dostarcza pożywienie.

## Systematyka

### Etymologia
- Upupa: łac. upupa „dudek”, od gr. εποψ epops, εποπος epopos „dudek”[9].
- Epopsides: gr. εποψ epops, εποπος epopos „dudek”; -οιδης -oidēs „przypominający”[10]. Gatunek typowy: Upupa epops Linnaeus, 1758.
- Epops: epitet gatunkowy Upupa epops Linnaeus, 1758; łac. epops, epopis „dudek”, od gr. εποψ epops, εποπος epopos „dudek”[11]. Gatunek typowy: Upupa epops Linnaeus, 1758.

### Podział systematyczny
Dudki są grupą siostrzaną dla sierpodudków (Phoeniculidae) – ich bliskimi krewnymi są również dzioborożce. Do rodziny należy jeden rodzaj obejmujący dwa współcześnie występujące gatunki i jeden wymarły:
- Upupa epops Linnaeus, 1758 – dudek
- Upupa marginata Cabanis & F. Heine Sr., 1860 – dudek madagaskarski
- Upupa antaios Olson, 1975 – dudek wielki – gatunek wymarły.